# 丁士源

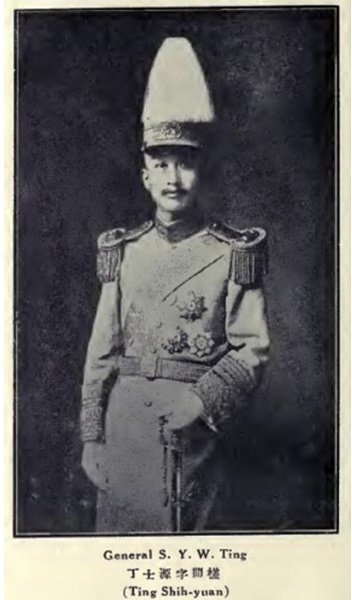

丁士源（1879年—1945年），字文槎（一作问槎），号蔼翁，笔名萝蕙草堂主人，浙江吴兴人，清朝及中华民国、满洲国军事及政治人物。

## 生平
丁士源早年就读于上海圣约翰书院，毕业后到北洋水师学堂学习。1895年他毕业。此后，他留学英国。回中国后，他历任战事委员会法律署主管，内政部顾问，陆军部军法司司长，高等巡警学堂总办等职。
丁士源1895年毕业于天津北洋水师学堂，1896年任毅军步兵少尉武卫左军副军校，不久升任协参领。后来他考入上海圣约翰书院，1902年毕业，旋至英国留学，入新林肯大学学习法律。1904年，他回国，任北京崇文门关税总稽查、修订法律馆内修官、练兵处军政司法律科监督。1906年，他升任陆军参领。1907年，他带领留法学生赴法国，回国后于1911年升任陆军大臣行营处副长官，兼陆军部军法司司长、高等巡警学堂总办、修订法律委员会委员。1911年10月10日武昌起义爆发，陆军大臣荫昌督师镇压。10月13日清军南下时，丁士源任副官长兼总执法官（职务仅次于荫昌与参谋长易乃谦）。此后他随军南下武昌镇压起义。
1912年中华民国成立后，他一度避居天津，后于1913年任陆军少将参议，后升任陆军协都统、副都统。1913年11月29日，他获授陆军少将衔。1914年，他任江汉关监督兼外交部特派湖北交涉员。1916年，他获授陆军少将加中将衔。1917年6月，他任京绥铁路局总长。1918年12月，他任京汉铁路局总长。1918年他为安福俱乐部评议会会员。1919年3月，交通部筹办航空事宜处成立，他任处长兼航空总署主管。1919年4月，他被派驻龙烟铁矿任总经理助理。10月10日，他获授陆军中将衔。1919年末，京汉铁路与京绥铁路合并，他任总长。1920年1月，他获第五等荣誉奖章。由于他擅自从京绥铁路局提取1000万银元的事情败露，加上他所属的安福系失势，他逃到北京的日本驻华公使馆。1922年11月他复出。1923年，他在天津的一所有日本人背景的日报报馆任编辑。1924年，他在天津任日本人主办的《日日新闻》任主笔。
1924年，他任财政整理委员会副委员长兼国内公债局经理、中法商工银行中方理事。同年，他还任北京政府航空筹备处处长、安国军空军司令。1929年，他任中华汇业银行经理。
1933年他赴滿洲國，此后他历任满洲国驻日本公使，满洲国驻国际联盟代表。1935年7月他任满洲中央银行监事。
1945年，他因病逝世，享寿66岁。

## 著作
- 萝蕙草堂主人，梅楞章京筆記，大连：满铁大连图书馆，1942年
- 蒙新青藏经济上之开发最初步计划
- 添建省治说略并区域表
- 世界海军现状